# Agato di Alessandria
Agato di Alessandria (in copto Ⲁⲅⲁⲑⲟⲩ, in arabo أغاثون‎?, conosciuto anche con il nome di Agatone; ... – 26 ottobre 680) è stato il 39º Papa della Chiesa copta.

## Biografia
Sant'Agato era discepolo di Papa Beniamino e quando il maestro dovette fuggire da Alessandria d'Egitto per evitare le persecuzioni da parte di Ciro di Alessandria, Agato guidò la chiesa.
Agato guidò la chiesa fino al ritorno di Beniamino e quando questo morì, nel 662, fu ufficialmente nominato papa della Chiesa copta. La sua elezione avvenne durante la conquista musulmana dell'Egitto, durante il regno del califfo Muʿāwiya. A differenza dei suoi predecessori, Agato non era precedentemente mai stato un monaco, eppure riscontrò un ampio consenso da parte dei fedeli. Durante il suo pontificato, venne completata la costruzione della chiesa di San Macario nel monastero di Wadi El-Natrun.
Durante il suo regno fu perseguitato da certo patriarca bizantino melchita chiamato Teodosio di Calcedonia, che con la sua autorità, impose tasse elevate ad Agato e fece sì che il popolo lo odiasse chiedendo la sua esecuzione. Per questo motivo, Agato rimase nascosto nella sua cella fino a quando le minacce riferitegli cessarono. Secondo la tradizione copta, Agato scelse il suo successore dopo che in un sogno un angelo glielo indicò.